# Franciszek Walicki
Franciszek Walicki (* 20. Juli 1921 in Łódź; † 3. Oktober 2015 in Gdynia) war ein polnischer Musikjournalist, Publizist, Liedtexter, Kulturaktivist, Koautor vieler Musikgruppen und der Vater der polnischen Big-Beat- und Rockmusik. Im Jahr 1956 organisierte er zusammen mit Leopold Tyrmand in Sopot das erste Sopot Jazz Festival. Walicki gründete außerdem eine Reihe der bedeutendsten polnischen Bands: 1959 die erste polnische Big-Beat-Gruppe Rhythm & Blues, 1960 Czerwono-Czarni, 1962 Niebiesko-Czarni, 1968 Breakout sowie 1974 SBB (Rockband).

## Autor vieler Liedtexte
Lieder mit seinen Texten sind zu hören unter anderem durch bedeutende Artisten wie: Krzysztof Klenczon, Wojciech Korda, Kasia Kowalska, Mira Kubasińska, Czesław Niemen, Małgorzata Ostrowska, Ada Rusowicz, Urszula Sipińska, Józef Skrzek, Stanisław Sojka, Piotr Szczepanik und auch Schauspieler des Warschauer Teatr Studio Buffo (unter anderem Katarzyna Groniec, Janusz Józefowicz, Natasza Urbańska).
- Adagio Cantabile, Musik Janusz Popławski
- Baw się w ciuciubabkę, Musik C. Niemen
- Coś, co kocham najwięcej, Musik C. Niemen
- Czy będziesz sama dziś wieczorem, Musik C. Niemen
- Czy mnie jeszcze pamiętasz?, Musik C. Niemen
- Gdybyś kochał, hej, Musik T. Nalepa
- Hej, dziewczyno, hej, Musik C. Niemen
- Mamo, nasza mamo, Musik F. Walicki
- Na drugim brzegu tęczy, Musik T. Nalepa
- Nie bądź na mnie taki zły, Musik B. Greco
- Nie pukaj do mych drzwi, Musik C. Niemen
- Niedziela będzie dla nas, Musik Z. Podgajny
- Odlot, Musik J. Skrzek
- Poszłabym za tobą, Musik T. Nalepa
- Puste koperty, Musik J. Davis
- Smutny list, Musik W. Korda
- Taka jak ty, Musik K. Klenczon
- Wiem, że nie wrócisz, Musik C. Niemen
- Za daleko mieszkasz, miły, Musik C. Niemen

## Ehrungen und Preise
- 1996: Offizierskreuz des Ordens Polonia Restituta
- 199x: Gerechter-unter-den-Völkern-Medaille
- 199x: Künstlerpreis des Präsidenten von Gdynia
- 1998: Grand Prix beim 35. Landesfestival des Polnischen Liedes in Opole
- 2009: Gloria-Artis-Medaille für kulturelle Verdienste
- :Preis ZAiKS – für die Ausstellung in Gdynia Rock'n'roll – Niemen